# Kaseta De Ouf
Kaseta De Ouf ist ein Instrumental-Hip-Hop-Album des deutschen Hip-Hop-Produzenten Figub Brazlevič. Es erschien am 3. Januar 2020 über sein eigenes Label Krekprek Records sowie über das Independent-Label Vinyl Digital.

## Entstehung und Veröffentlichung
Nach der Veröffentlichung seines ersten Instrumental-Albums Oldschool Future im Jahr 2012 widmete sich Brazlevič in den Folgejahren überwiegend der Beatproduktion für Rapper und veröffentlicht nur kleinere Solo-Projekte. Er gab jedoch in einem Interview an, dass er mit dieser Entwicklung unzufrieden war, da er das Gefühl hatte, seine Leidenschaft für Instrumental-Hip-Hop zu vernachlässigen, und kündigte an, sich neben der Zusammenarbeit mit Rappern wieder mehr auf eigene Instrumental-Projekte und Solo-Veröffentlichungen konzentrieren zu wollen. Kaseta De Ouf entstand als erstes Ergebnis dieses Prozesses und enthält dabei neben eigens für das Album kreierten Tracks auch ältere Beats, die in den Jahren zuvor entstanden sind und für das Album neu arrangiert wurden.
Am 27. Juli 2019 veröffentlichte Brazlevič unter dem Namen Kaseta De Ouf ein Mixtape auf SoundCloud. Das vom Berliner DJ BeatPete gemixte Tape enthält ältere Beats von Brazlevič in ihrem Ursprungszustand und hat eine Laufzeit von 46 Minuten. Am 3. Januar 2020 erschien Kaseta De Ouf schließlich als Album mit 24 Tracks. Es besteht aus überarbeiteten und neu arrangierten Beats des zuvor veröffentlichten Mixtapes sowie einigen neuen Stücken, wodurch die Gesamtlaufzeit der Albumversion bei knapp 60 Minuten liegt.
Neben der digitalen Veröffentlichung zum Download und Streaming erschien Kaseta De Ouf als Doppel-Vinyl, zudem erschien die Mixtape-Version in einer limitierten Anzahl auf Musikkassette.

## Musik
Kaseta De Ouf ist ein reines Instrumental-Album und ist stilistisch an Jazz-Rap angelehnt. Die meisten Tracks weisen ein langsames Tempo von ca. 85–90 Beats per minute auf, zudem beinhaltet das Album Jazz-Samples: Auf dem Track Treflip FS Blunt wird beispielsweise das Lied Nicole (1978) des Jazzpianisten Enrico Intra gesampelt.

### Titelliste
| #   | Titel                        | Länge |
| --- | ---------------------------- | ----- |
| 1.  | The Savior Of The Muse       | 2:56  |
| 2.  | Pay Tribute                  | 2:05  |
| 3.  | Visiones Deliberadas         | 2:11  |
| 4.  | 635 CSi                      | 3:06  |
| 5.  | Treflip FS Blunt             | 2:31  |
| 6.  | Trainwriting                 | 2:56  |
| 7.  | Boom-Biddy-Bye My Lover      | 3:10  |
| 8.  | Deep Affections              | 2:55  |
| 9.  | Surviving Loneliness         | 3:20  |
| 10. | Bringing Back Sweet Memories | 2:46  |
| 11. | Metshakleb                   | 2:11  |
| 12. | Illogical                    | 2:14  |
| 13. | La Vida De Perro             | 2:32  |
| 14. | Water Wheel Loops            | 1:13  |
| 15. | Méditerranée                 | 2:16  |
| 16. | To The Commander Of Theft    | 0:45  |
| 17. | Mi Smo Jedno                 | 2:26  |
| 18. | Devoted Passion              | 2:23  |
| 19. | Ghetto Bacterium             | 1:57  |
| 20. | Faire Des Tours Avec Le Moto | 1:12  |
| 21. | K.R.E.A.M.                   | 3:05  |
| 22. | Not Really Benevolent        | 3:01  |
| 23. | Dedicated To My Wishes       | 2:40  |
| 24. | Moonlight in Marrakech       | 3:16  |